# International Carnivorous Plant Society
De International Carnivorous Plant Society (ICPS) is een internationale vereniging die zich bezighoudt met vleesetende planten. De organisatie is in 1972 opgericht. Onder de leden zijn plantenkwekers, natuurbeschermers, wetenschappers en onderwijzers. Het lidmaatschap staat open voor elke geïnteresseerde. 
De ICPS houdt zich bezig met de uitwisseling van de kennis van alle aspecten betreffende vleesetende planten. Verder ondersteunt de organisatie wetenschappelijk onderzoek en onderzoek naar teeltwijzen van vleesetende planten. Tevens richt de vereniging zich op de promotie van kweek en bescherming van vleesetende planten en de waardering voor vleesetende planten. 
Leden hebben toegang tot de zaadbank van de ICPS en kunnen internationale bijeenkomsten bezoeken. Leden zijn automatisch geabonneerd op Carnivorous Plant Newsletter, het tijdschrift van de vereniging met illustraties in kleur. Er zijn kwekerijen van vleesetende planten die korting geven aan leden van de ICPS. 
De ICPS is de "International Cultivar Registration Authority" ('internationale registratie-autoriteit van cultivars') van vleesetende planten. De vereniging is aangesloten bij de Plant Conservation Alliance (PCA), een samenwerkingsverband dat zich richt op de bescherming van planten die van nature voorkomen in de Verenigde Staten. 